# Frontinella potosia
Frontinella potosia là một loài nhện trong họ Linyphiidae.
Loài này thuộc chi Frontinella. Frontinella potosia được Willis J. Gertsch & Michael Davis miêu tả năm 1946.